# О̃
Cette page contient des caractères spéciaux ou non latins. S’ils s’affichent mal (▯, ?, etc.), consultez la page d’aide Unicode.
Ne doit pas être confondu avec la lettre latine O tilde (Õ õ).
Le o tilde (capitale О̃, minuscule о̃) est une lettre de l'alphabet cyrillique, composée du О (o cyrillique) et du tilde. Elle a été utilisée en khinalug.

## Utilisation
Le o tilde ‹ о̃ › a été utilisé dans l’écriture du khinalug, notamment dans la grammaire khinalug de Decheriev publiée en 1959,.

## Représentations informatiques
Le o tilde peut être représenté avec les caractères Unicode suivants :
- décomposé (cyrillique, diacritiques) :

| formes    | représentations | chaînes de caractères | points de code | descriptions                                    |
| --------- | --------------- | --------------------- | -------------- | ----------------------------------------------- |
| capitale  | О̃               | О◌̃                    | U+041E U+0303  | lettre majuscule cyrillique o diacritique tilde |
| minuscule | о̃               | о◌̃                    | U+043E U+0303  | lettre minuscule cyrillique o diacritique tilde |